# Nomia (insect)
Nomia is een geslacht van vliesvleugelige insecten van de familie Halictidae.

## Soorten
- N. albofasciata Smith, 1875
- N. alluaudi (Pauly, 2000)
- N. amabilis Cockerell, 1908
- N. amboinensis Cockerell, 1907
- N. ampliata Vachal, 1903
- N. angustitibialis Ribble, 1965
- N. antecedens Cockerell, 1931
- N. anthracoptera Cockerell, 1918
- N. apicalis Friese, 1941
- N. ardjuna Cockerell, 1911
- N. atripes Friese, 1909
- N. aurantifer Cockerell, 1910
- N. austrovagans Cockerell, 1905
- N. bicoloripes Walker, 1871
- N. bongo (Pauly, 2000)
- N. borneana Cameron, 1902
- N. bouyssoui Vachal, 1903
- N. brevipes Friese, 1914
- N. brothersi (Pauly, 2000)
- N. buddha Westwood, 1875
- N. callichlora Cockerell, 1911
- N. camerunensis (Pauly, 1990)
- N. candida Smith, 1875
- N. capitata Smith, 1875
- N. carinata Smith, 1875
- N. clavicauda Cockerell, 1947
- N. clypeonitida (Pauly, 2000)
- N. crassipes (Fabricius, 1789)
- N. crassiuscula Friese, 1913
- N. crocisaeformis Bingham, 1903
- N. cuneata Saussure, 1890
- N. curvipes (Fabricius, 1793)
- N. chalybeata Smith, 1875
- N. chandleri (Ashmead, 1899)
- N. darwinorum Cockerell, 1910
- N. dayi (Pauly, 1997)
- N. dimidiata Vachal, 1897
- N. eburneifrons Walker, 1871
- N. elegans Smith, 1857
- N. elegantula Friese, 1913
- N. elephas Strand, 1911
- N. ellioti Smith, 1875
- N. epileuca Cockerell, 1939
- N. ethiopica (Pauly, 2000)
- N. expulsa Cockerell, 1918
- N. fedorensis Cockerell, 1910
- N. felina Cockerell, 1947
- N. ferruginipennis Cockerell, 1947
- N. ferruginipes Cockerell, 1947
- N. flavipennis Friese, 1909
- N. forbesii (W. F. Kirby, 1900)
- N. formosa Smith, 1858
- N. foxii Dalla Torre, 1896
- N. froggatti Cockerell, 1911
- N. fulvata (Fabricius, 1804)
- N. fuscipennis Smith, 1875
- N. garambensis (Pauly, 2000)
- N. gorytoides Strand, 1911
- N. granulata Vachal, 1903
- N. guangxiensis Wu, 1983
- N. howardi Crawford, 1911
- N. incerta Gribodo, 1894
- N. iridescens Smith, 1853
- N. ivoirensis (Pauly, 1990)
- N. kinduna Strand, 1920
- N. laevidorsata Benoist, 1962
- N. lusoria Cockerell, 1919
- N. lutea Warncke, 1976
- N. lyonsiae Cockerell, 1912
- N. maculata Friese, 1904
- N. maneei Cockerell, 1910
- N. marana Cockerell, 1941
- N. marginata (Pauly, 1990)
- N. maturans Cockerell, 1912
- N. mcgregori Cockerell, 1920
- N. medionitens Cockerell, 1947
- N. medogensis Wu, 1988
- N. megasoma Cockerell, 1912
- N. melanderi Cockerell, 1906
- N. microlutea (Pauly, 2000)
- N. mimosae Cockerell, 1925
- N. mirabilis Friese, 1910

- N. mlanjensis (Pauly, 2000)
- N. montana Friese, 1941
- N. montivaga Friese, 1941
- N. nasicana Cockerell, 1911
- N. nigrociliata Cockerell, 1932
- N. nilssoni (Pauly, 1991)
- N. nitens Cockerell, 1931
- N. nortoni Cresson, 1868
- N. omanica (Pauly, 2000)
- N. opulenta Smith, 1864
- N. oryzae Cockerell, 1929
- N. papuana Cockerell, 1929
- N. parvula Friese, 1909
- N. pavonura Cockerell, 1912
- N. penangensis Cockerell, 1920
- N. perconcinna Cockerell, 1920
- N. philippina Vachal, 1897
- N. planiventris Friese, 1910
- N. postscutellaris Strand, 1914
- N. pretoriensis Cockerell, 1947
- N. proxima Friese, 1910
- N. pulawskii (Pauly, 1997)
- N. pulchribalteata Cameron, 1901
- N. punctulata Dalla Torre, 1896
- N. puttalama Strand, 1913
- N. quadridentata Smith, 1875
- N. quadrifasciata Ashmead, 1904
- N. quadrituberculata (Cameron, 1905)
- N. ranavalona (Pauly, 1991)
- N. recessa Cockerell, 1919
- N. ridleyi Cockerell, 1910
- N. robinsoni Cresson, 1865
- N. robusta Cameron, 1902
- N. rozeni (Pauly, 2000)
- N. rubroviridis Cockerell, 1905
- N. rufa Friese, 1918
- N. rufitarsis Smith, 1875
- N. rufocaudata Wu, 1988
- N. rufoclypeata Wu, 1983
- N. rufosuffusa Cockerell, 1935
- N. scitula Bingham, 1903
- N. scutellaris Saussure, 1890
- N. selangorensis Cockerell, 1920
- N. senticosa Vachal, 1897
- N. seyrigi Benoist, 1964
- N. simplicipes Friese, 1897
- N. somalica Friese, 1908
- N. spinosipes Cockerell, 1947
- N. stageri (Pauly, 2000)
- N. starkei (Pauly, 2000)
- N. strigata (Fabricius, 1793)
- N. subpurpurea Cockerell, 1920
- N. swainsoniae Cockerell, 1921
- N. terminata Smith, 1876
- N. tetrazonata Cockerell, 1910
- N. theryi Gribodo, 1894
- N. thoracica Smith, 1875
- N. tibiaplumosa (Pauly, 2000)
- N. trichonota Cockerell, 1939
- N. universitatis Cockerell, 1908
- N. vassei (Pauly, 2000)
- N. vespoides Walker, 1871
- N. viridicincta Meade-Waldo, 1916
- N. viridicinctula Cockerell, 1931
- N. viridilimbata Saussure, 1890
- N. westwoodi Gribodo, 1894
- N. whiteana (Cameron, 1905)
- N. yunnanensis Wu, 1983
- N. zonaria Walker, 1871